# Cochenhausen (Adelsgeschlecht)
Cochenhausen ist der Name eines 1706 in den schwedischen Adelstand erhobenes pommerschen, später auch in Hessen (Hessen-Kassel), im kurzlebigen Königreich Westphalen und dann wieder in Kurhessen, sowie im Königreich Preußen und Königreich Sachsen bediensteten Adelsgeschlechts. 

## Geschichte
Das Geschlecht stammt aus Mecklenburg und erscheint zuerst 1357 mit Johann Kok, Bürger in Schwerin, während die sichere Stammreihe mit Claus Kok (urkundlich 1419–1445) als Ratsherr zu Schwerin beginnt.
Am 12. Dezember 1706 wurden in Altranstädt bei Leipzig die Brüder Behrend Michael Coch (1669–1730), Archivar der pommerschen Regierung und Gottfried Coch (1674–1738), Landrent- und Proviantmeister in Pommern, als „Cochenhausen“ ohne das Adelsprädikat „von“ in den schwedischen Adelstand erhoben. Danach bediente sich das Geschlecht der deutschen Adelsgewohnheit entsprechend stets unbeanstandet der Namensform „von Cochenhausen“. Der Marsch-Commissarius des Plesser Kreises, Christoph Gottfried von Cochenhausen auf Mekzau im Kreis Pless, erhielt 1750 das schlesische Inkolat.
Der kurhessische General Johann Friedrich von Cochenhausen (1728–1793) soll den Reichsadelsstand erhalten haben.
Am 26. März 1812 wurde seinem Sohn, dem im Königreich Westphalen bediensteten Christian Friedrich von Cochenhausen (1769–1839), von König Jérôme Bonaparte das Bestätigungspatent als Ritter überreicht und am 8. November 1812 wurde er in den Orden der Westphälischen Krone aufgenommen.

## Wappen
Das Wappen (1706) ist gespalten, rechts in Gold ein blauer Schrägrechtsbalken, belegt mit einem goldenen Stern, links in Rot zwei silberne Balken. Auf dem Helm mit rechts blau-goldenen und links rot-silbernen Decken ein goldener Stern zwischen zwei blau-gold übereckgeteilten Büffelhörnern.

## Stammreihe
- Claus Kok, Ratsherr in Schwerin, urkundlich 1419–1445.
  - Hans Kok, Bürger in Schwerin, urkundlich 1462, ⚭ mit ... Reimer.
    - Claus Kok, Ratsherr in Schwerin, urkundlich 1478, 1493.
      - Joachim Kock (* um 1500; † 1567), Bürgermeister von Güstrow 1557–1567, Secretarius des Herzogs Heinrich des Friedfertigen von Mecklenburg; ⚭ mit Anna Schütte.
        - Christian Kock, Ratsherr und Camerarius zu Güstrow, 1576, 1600; 1603 Secretarius des Herzogs Ulrich von Mecklenburg; ⚭ mit Margarete Donstein.
          - Joachim Koch († 25. März 1629), Ratsherr zu Rostock, 1610, 1626–29; ⚭ 1609 mit Sophia Cling (* 10. Mai 1589; † 20. Januar 1632).
            - Johann Friedrich Coch (* 1624 in Rostock; † 1683) war Ratsherr und Bürgermeister von Stralsund, Erbherr auf Bietegast.
              - Behrend Michael Coch / von Cochenhausen (* 1669; † 1730), Archivar der pommerschen Regierung.
              - Gottfried Coch / von Cochenhausen (* 1674 in Stralsund; † 1738 ebenda) war Landrentmeister in Schwedisch-Pommern.
                - Johann Friedrich von Cochenhausen (* 11. Juli 1728 in Stralsund; † 10. September 1793 in Dünkirchen, Frankreich), hessischer Generalmajor und ein Ritter des Ordens Pour la vertu militaire.
                  - Christian Friedrich von Cochenhausen (* 17. Dezember 1769 in Eschwege; † 8. März 1839 in Kassel), Kriegsminister und Generalleutnant unter Kurfürst Wilhelm II. von Hessen.
                    - Georg von Cochenhausen (* 1801; † 1884), kurhessischer Oberstleutnant, 1848 zum Reichskriegsministerium delegiert.
                      - Theodor von Cochenhausen (* 1848; † 1913), königlich preußischer Generalmajor.
                        - Friedrich von Cochenhausen (General, 1879) (* 1879; † 1946), deutscher General der Artillerie im Zweiten Weltkrieg.
                        - Conrad von Cochenhausen (* 1888; † 1941), deutscher Generalleutnant

                      - Ernst Friedrich Benno Alexander von Cochenhausen (* 1850; * 1908), königlich sächsischer Chemieprofessor und Regierungsrat.

                    - Ernst von Cochenhausen (* 1803; † 1871), kurhessischer Generalmajor.
                      - Friedrich von Cochenhausen (Generalleutnant) (* 1849; † 1929), königlich preußischer Generalleutnant.